# Cantonul Saint-Pardoux-la-Rivière
Cantonul Saint-Pardoux-la-Rivière este un canton din arondismentul Nontron, departamentul Dordogne, regiunea Aquitania, Franța.

## Comune
| Comune                   | Populație (1999) | Cod poștal | Cod INSEE |
| ------------------------ | ---------------- | ---------- | --------- |
| Champs-Romain            | 310              | 24470      | 24101     |
| Firbeix                  | 290              | 24450      | 24180     |
| Mialet                   | 672              | 24450      | 24269     |
| Milhac-de-Nontron        | 575              | 24470      | 24271     |
| Saint-Front-la-Rivière   | 521              | 24300      | 24410     |
| Saint-Pardoux-la-Rivière | 1.199            | 24470      | 24479     |
| Saint-Saud-Lacoussière   | 866              | 24470      | 24498     |